# Opština Kriva Palanka
Opština Kriva Palanka je jednou z 80 opštin v Severní Makedonii, ale také jednou ze 6 opštin v Severovýchodním regionu. Rozkládá se na severovýchodě státu. Rozloha opštiny je 480,81 km². Správním střediskem opštiny je město Kriva Palanka.

## Poloha
Opština leží v severovýchodním cípu Severní Makedonie kde hraničí na severu se Srbskem a na východě s Bulharskem. Rozkládá se v údolí Slaviško Pole, jehož nadmořská výška je zhruba od 550 do 750 m. Údolí je ze severu ohraničeno pohořím German (až 1547 m n. m.) a z jihu pohořím Osogovska planina (přes 2000 m n. m.)
Údolím a tedy i opštinou protéká od východu k západu řeka Kriva reka, která pramení nedaleko od hranice s Bulharskem.

## Popis
Opštinu tvoří město Kriva Palanka a dalších 33 vesnic, jimiž jsou:
Bys, Baštevo, Borovo, Dlabočica, Dobrovnica, Drenak, Drenje, Duračka Reka, Gabar, Golema Crcorija, Gradec, Kiselica, Konopnica, Košari, Kostur, Krklja, Krstov Dol, Lozanovo, Luke, Mala Crcorija, Martinica, Meteževo, Moždivnjak, Nerav, Ogut, Osiče, Podrži Konj, Stanci, Tylminci, Trnovo, Uzem, Varovište a Židilovo.
Sousedními opštinami jsou: Makedonska Kamenica na jihovýchodě, Kočani na jihu, Kratovo na jihozápadě a Rankovce na západě.

## Doprava
Územím opštiny prochází od západu k východu Hlavní silnice č.A 2/E 871 vedoucí z města Kumanovo do města Kjustendil v Bulharsku. Z hlavní silnice odbočuje k jihu a především k severu několik silnic místního významu, které vždy po několika kilometrech končí v horách.

## Demografie
Podle posledního sčítání lidu z roku 2021 žije v opštině 18 059 obyvatel. Etnickými skupinami jsou:
- Makedonci = 16 675 (92,34 %)
- Romové = 447 (2,48 %)
- Srbové = 66 (0,37 %)
- ostatní a neuvedení = 871 (4,82 %)